# Crăciunul în Republica Moldova
Crăciunul în Republica Moldova este celebrat pe 25 decembrie și 7 ianuarie. Crăciunul este o sărbătoare creștină care celebrează Nașterea Domnului Iisus Hristos, în Republica Moldova fiind cca. 3.270.000 de ortodocși 
Înainte de Crăciun, se ține un post de 6 săptămâni, între 28 noiembrie−6 ianuarie cei care sărbătoresc pe stil vechi și între 15 noiembrie−24 decembrie cei care sărbătoresc pe stil nou. Ajunul Crăciunului este ultima zi de post. Masa de Crăciun poate cuprinde cozonac, sarmale, piftie (răcitură), cârnați de porc, caltaboș și vin roșu. Există și obiceiul de a se mânca mămăligă de Crăciun. A doua zi de Crăciun este prăznuit Soborul Preasfintei Născătoare de Dumnezeu.
Un obicei de Crăciun este colindatul, practicat mai ales în sate.

## Vezi și
- Ignat (sărbătoare)
- Crăciun în România

## Legături externe
- Christmas in the Republic of Moldova and in Ukraine – How it is Celebrated there Today? Arhivat în 6 octombrie 2014, la Wayback Machine.